# Museum Kunstpalast

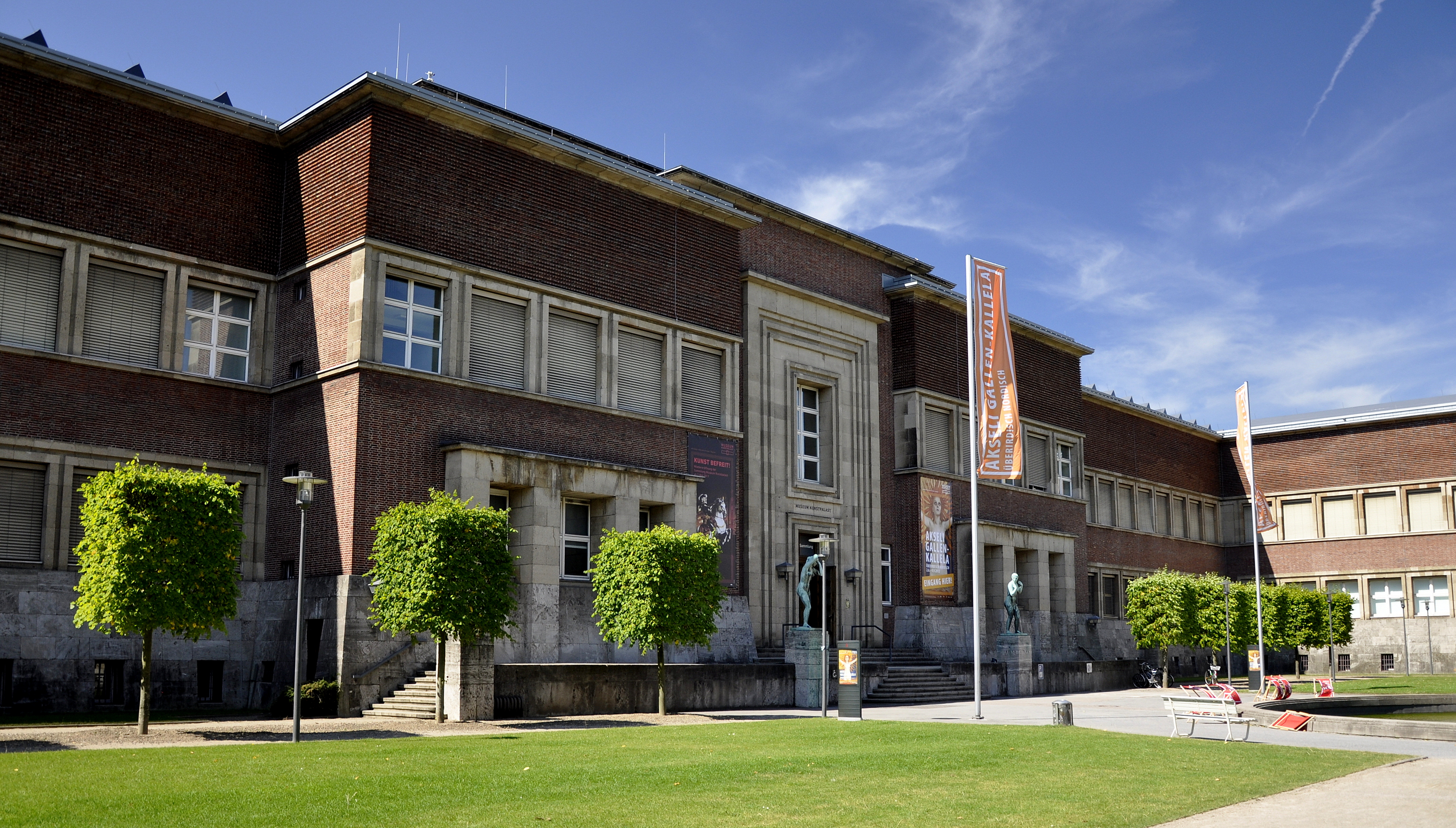
De hoofdingang aan de westkant van het museum

Het Museum Kunstpalast, tussen 2001 en 2011 ook gekend als Museum Kunst Palast, is een museum in de wijk Ehrenhof van de Duitse stad Düsseldorf. Het museum staat op de plaats van een ouder museum uit 1902, dat tweemaal werd verbouwd. Wilhelm Kreis paste het aan in 1925-26 en van 1999 tot 2000 verbouwde architect Oswald Mathias Ungers het. Vanaf 2011 is het museum in handen van een stichting met zowel publieke als private inbreng. Er worden schilderijen en beeldhouwwerken tentoongesteld uit de periode tussen de middeleeuwen en de 21e eeuw. Daarnaast zijn er verzamelingen van toegepaste kunst, kunsthandwerk, grafiek en glaswerk te zien.

## Geschiedenis
Aan de basis van de collectie ligt een verzameling die door keurvorst Johan Willem van de Palts, na zijn huwelijk in 1691 met Anna Maria Luisa de' Medici werd aangelegd. Het overgrote deel ervan verhuisde in 1806 naar de Alte Pinakothek in München. Enkele grote werken, zoals een paar schilderijen van Peter Paul Rubens die toen moeilijk te vervoeren waren, bleven in Düsseldorf. De collectie werd aangevuld met werken van plaatselijke kunstenaars. Tijdens de twintigste eeuw kwamen in het Kunstpalast werken van andere plaatselijke musea terecht. Tijdens de nazitijd kocht men een aantal werken in Nederland en Frankrijk aan die na de Tweede Wereldoorlog naar hun oorspronkelijke locaties terugkeerden. In 1937 kregen ruim 900 werken het label Entartete Kunst opgeplakt en werden uit de tentoonstellingsruimtes verwijderd.

## Kunstpalast en de Lage Landen
In het museum zijn schilderijen te zien van onder meer:
- Adriaen Isenbrant: Zittende moeder Gods met Christuskind
- Meester van de Magdalenalegende: Madonna met kind
- Jan van Scorel: Tobias met een engel in een landschap
- Maerten de Vos: Drieluik met kruisiging, geboorte en hemelvaart van Christus
- Abraham Janssens: Sybilla Agrippina
- Caesar van Everdingen: Nimfen bieden de jonge Bacchus wijn, fruit en bloemen aan
- Pieter Lastman: Jonas en de walvis
- Adam van Noort: Moses slaat water uit de rots
- Peter Paul Rubens: Hemelvaart van Maria en Venus en Adonis
- Cornelis de Vos: Portret van een kind verkleed als pelgrim
- Adriaen van Ostade: Het gehoor
- Frans Snyders: Stilleven, korf met druiven, vogels en aardbeien
- Jan Brueghel de Jonge: Bloemenstilleven
- Pieter Claesz.: Banketje
- Gaspar Verbruggen de Oude: Guirlande met Ecce Homo
- Sebastiaen Vrancx: De plundering van Wommelgem
- Jan van Goyen: Gezicht op Arnhem
- Jan Victors: Jozef vertelt zijn droom
- Jacob de Backer: Kus van vrede en gerechtigheid
- Vincent Sellaer: Kus van vrede en gerechtigheid
- Jodocus van Winghe: Samson en Delilah
- Jan Frans Douven: Ruiterportret van Johan Willem van de Palts
- David Teniers II: Stilleven met huisraad en groente

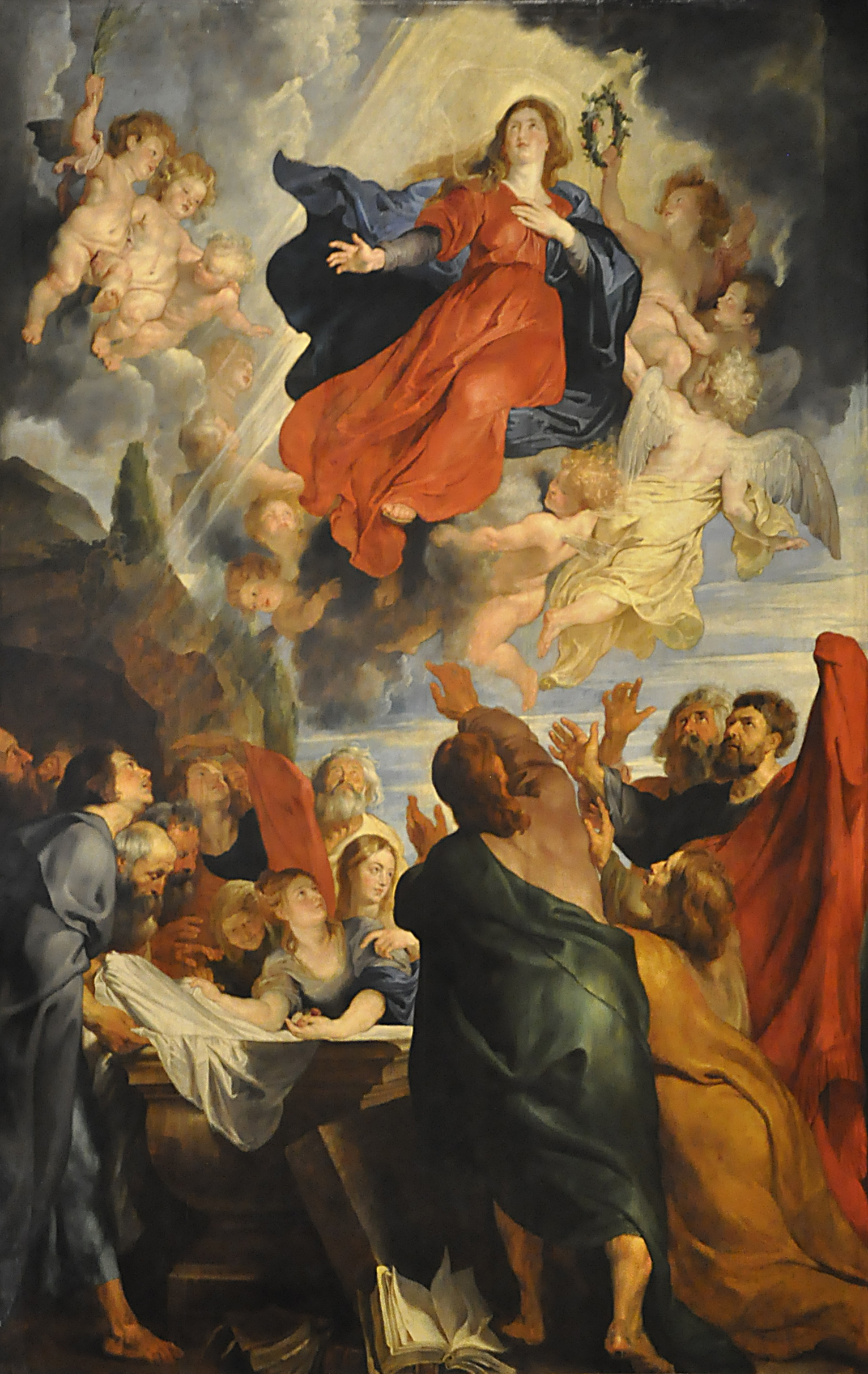
De hemelvaart van Maria (1616-1618) van Peter Paul Rubens
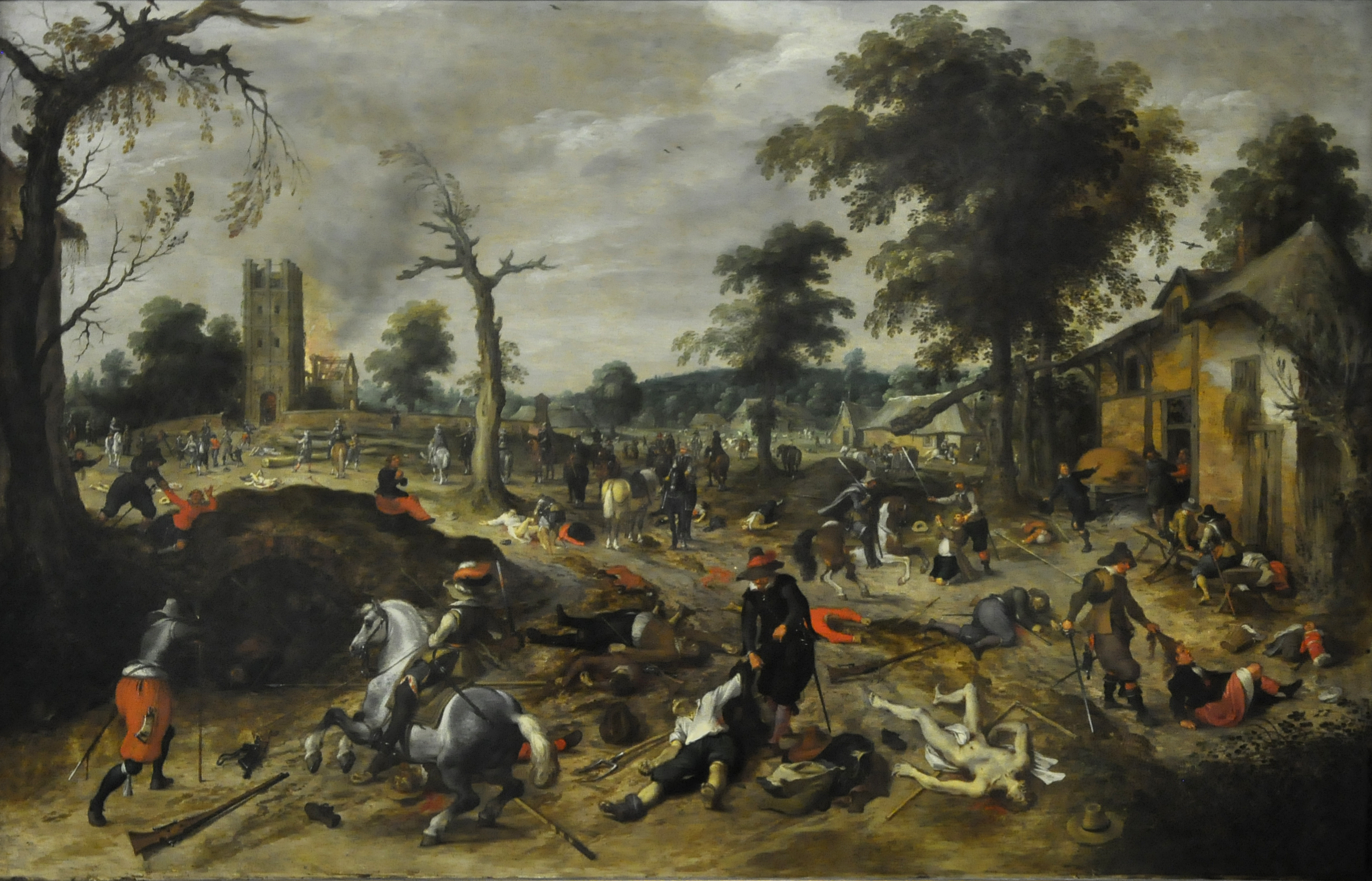
De plundering van Wommelgem (1625-1630) van Sebastiaen Vrancx
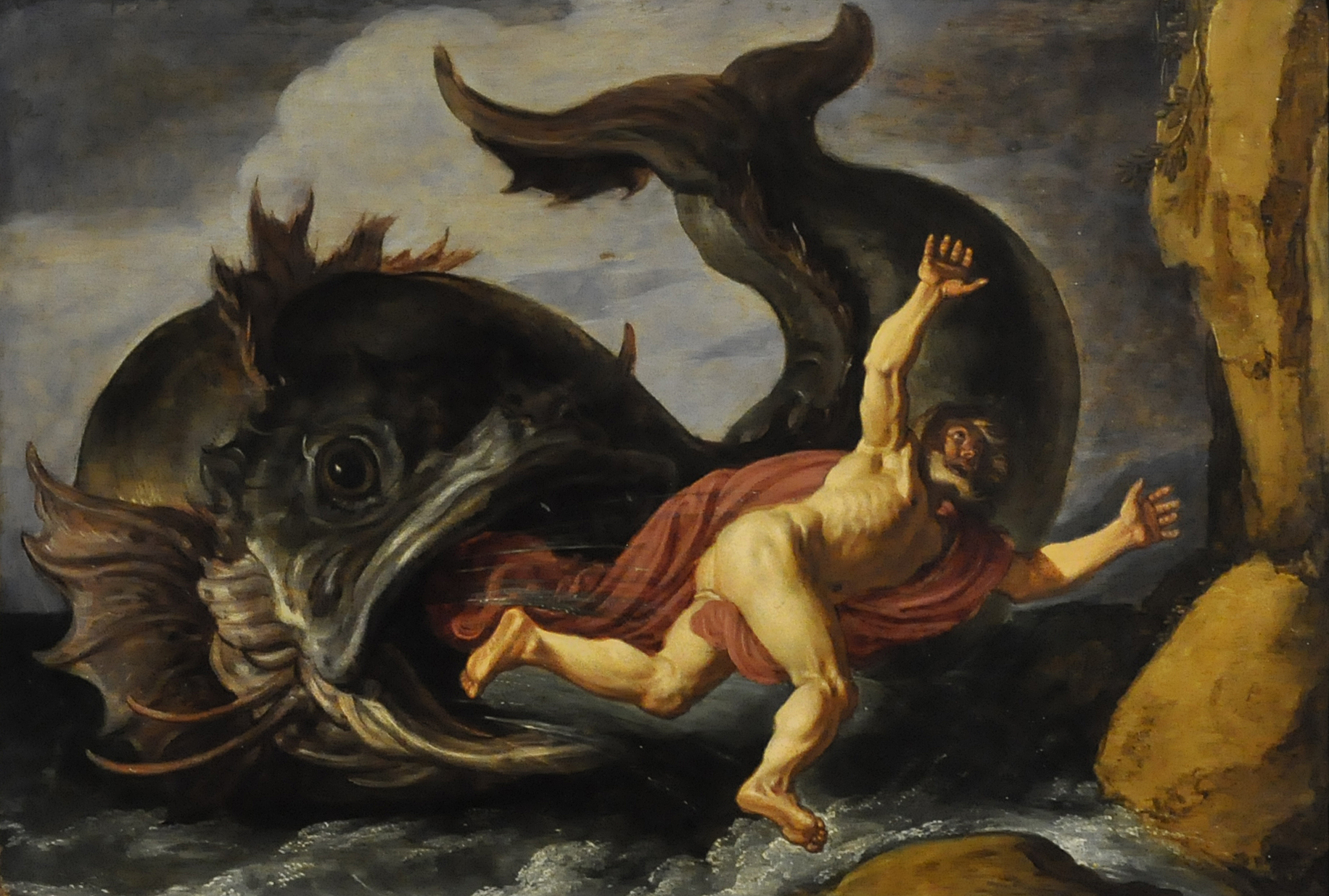
Jonas en de walvis (1621) van Pieter Lastman
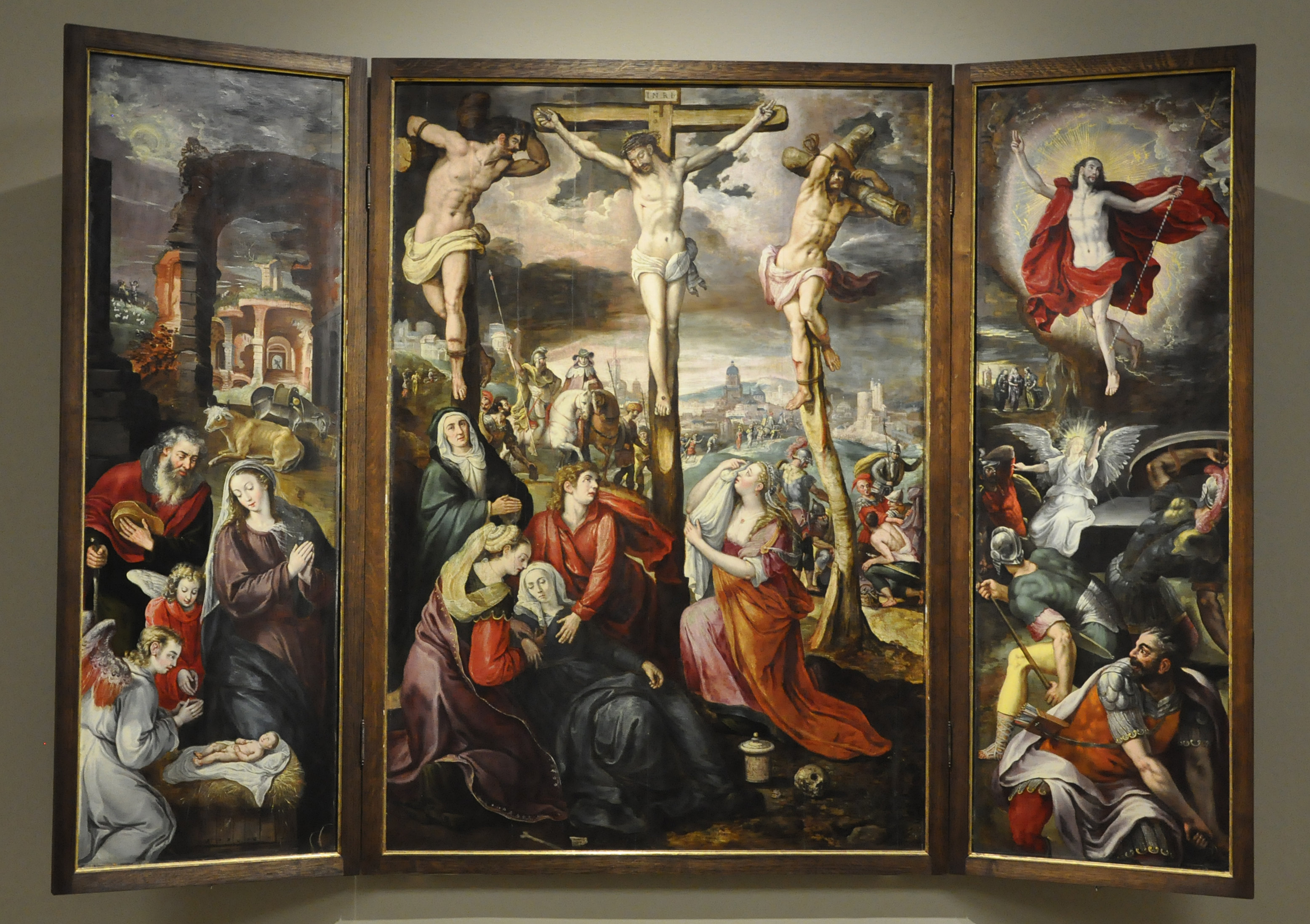
Drieluik met kruisiging, geboorte en verrijzenis van Christus van Maerten de Vos
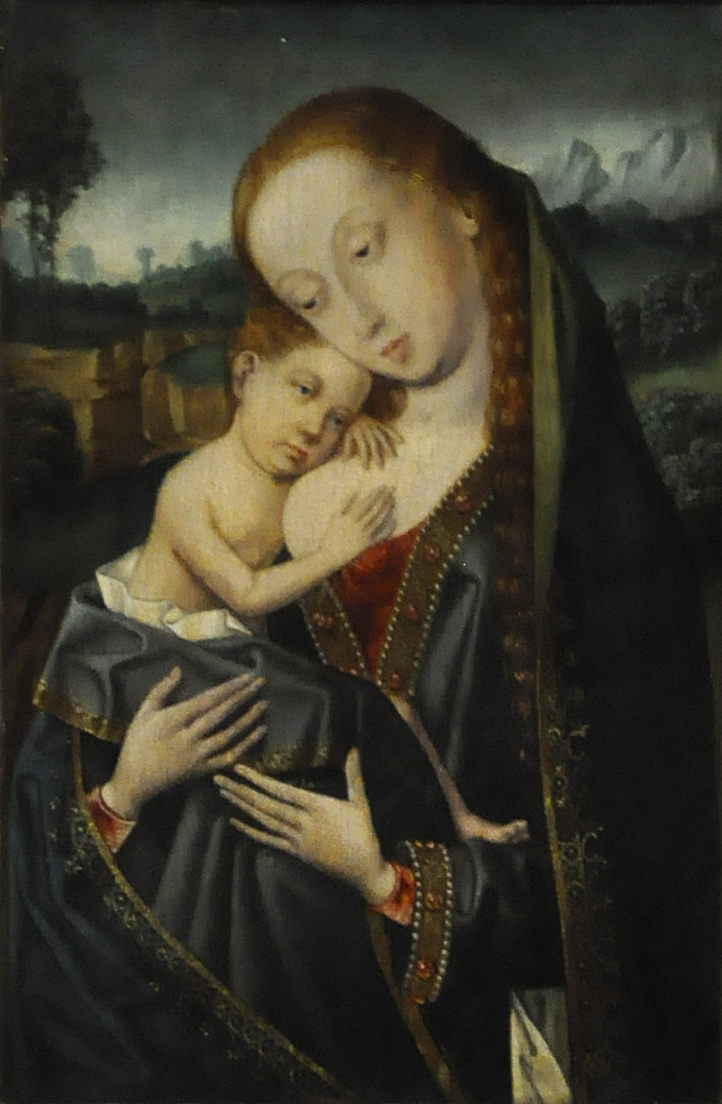
Madonna met kind (16e eeuw) van de Meester van de Magdalenalegende